# Christopher Whyte
Christopher Whyte (Glasgow, ottobre 1952) è un poeta, critico letterario e traduttore britannico di autori come Marina Cvetaeva, Pier Paolo Pasolini e Rainer Maria Rilke in lingua inglese e gaelico-scozzese. Innovatore e controverso, è anche narratore sul fronte della cultura scozzese e su quello internazionale. I suoi scritti in gaelico compaiono con il nome Crìsdean MacIlleBhàin.
A partire dal 1987 Whyte ha pubblicato traduzioni in gaelico di poeti come Konstantinos Kavafis, Anna Achmatova, Eduard Mörike, Marina Cvetaeva, Giuseppe Ungaretti e Umberto Saba. A queste si sono affiancate sei raccolte di poesie originali, sempre in lingua gaelica: Uirsgeul (Mito) (1990), An Tràth Duilich (Il tempo difficile) (2002), Dealbh Athar (Ritratto di un padre) (2009), Bho Leabhar-Latha Maria Malibran (Dal Diario di Maria Malibran) (2009), An Daolag Shìonach (Lo scarabeo cinese) (2013) e Ceum air cheum (Passo dopo passo) (2019). Nel frattempo ha cominciato a scrivere narrativa in inglese, e ha pubblicato quattro romanzi: Euphemia MacFarrigle and the Laughing Virgin (Euphemia MacFarrigle e la vergine che ride) (1995), The Warlock of Strathearn (Il mago di Strathearn) (1997), The Gay Decameron (Il Decamerone gay) (1998) e The Cloud Machinery (La macchina delle nuvole) (2000).
La sua edizione delle Dàin do Eimhir (Poesie per Eimhir) di Somhairle Mac GillEain (Sorley MacLean) è stata premiata nel 2002[i], e quella di An Cuilithionn 1939 and Unpublished Poems (Il Cuillin 1939 e poesie inedite) proposta come Scottish Book of the Year nel 2012[ii]. Oltre a curare l'antologia bilingue di poesia gaelica contemporanea An Aghaidh na Sìorraidheachd (Di fronte all'eternità), Whyte ha scritto numerosi saggi critici, e dal 2014 in poi ha pubblicato quattro volumi di traduzioni dal russo delle liriche di Marina Cvetaeva: Moscow in the Plague Year (Mosca nell'anno della peste) (2014), Milestones (Pietre miliari) (2015), After Russia: the First Notebook (Dopo la Russia: il primo quaderno) (2017) e After Russia: the Second Notebook (Dopo la Russia: il secondo quaderno) (2018).

## Biografia
Nato a Glasgow (Scozia) nell'ottobre 1952, Whyte ha studiato presso i gesuiti al St Aloysius College, laureandosi poi in letteratura inglese al Pembroke College, Cambridge, tra 1970 e 1973. Ha passato i dodici anni seguenti per lo più in Italia, dove, tra 1977 e il 1985, ha insegnato nel Dipartimento di Studi Inglesi e Nordamericani dell'Università la Sapienza di Roma, diretto dal Professor Agostino Lombardo.
Tornato in Scozia per completare un Ph.D. in letteratura gaelica con il poeta e studioso Derick Thomson (Ruaraidh MacThòmais 1928–2012)[iii], è stato, dal 1986 al 1989, docente nel Dipartimento di Letteratura Inglese dell'Università di Edimburgo, per poi trasferirsi, dal 1990 al 2005, nel Dipartimento di Letteratura Scozzese dell'Università di Glasgow.
Ha poi lasciato la carriera universitaria nel 2005, trasferendosi a Budapest in Ungheria, dove tuttora risiede. A Budapest scrive a tempo pieno, alternando la sua residenza in Ungheria con soggiorni prolungati a Venezia, Trieste e Praga.

### Poesia in gaelico scozzese
Dal 1982, la rivista quadriennale gaelica Gairm, che ha avuto come redattore Derick Thomson, inizia a pubblicare le traduzioni di Whyte in gaelico scozzese di poeti quali Cavafis, Ritsos, Ujević, Mörike, Achmatova e Cvetaeva[iv].
Nel 1991 Whyte dà alle stampe la sua prima raccolta di poesie, intitolata Uirsgeul (Mito) (Gairm, Glasgow), in gaelico con traduzioni in inglese dell'autore. Raccolta che gli ha guadagnato, insieme a The Adoption Papers di Jackie Kay, il prestigioso Saltire Award. Nella seconda edizione della sua Introduzione alla Poesia Gaelica, Thomson scrive, fra l'altro, che 'possiamo ormai aspettarci dalla sua penna un'opera originale di rilievo'[v]. Nel 2001 compare An Tràth Duilich (Il tempo difficile, Diehard Press, Callander), un testo incentrato su una adolescenza problematica turbata da sensi di colpa riguardanti religione e sesso, cui ha fatto seguito una cantata drammatica sulla Fontana Maggiore di Perugia eretta dagli scultori Nicola e Giovanni Pisano nel 1277-78. Un altro testo, Dealbh Athar (Ritratto di un padre, Coiscéim, Dublin 2009), parla con franchezza dell'abuso sessuale che Whyte subì da parte del padre, e dei suoi effetti legati alle circostanze familiari, (testo a fronte con versioni in lingua irlandese di Gréagóir Ó Dúill).
Nella sequenza che dà il titolo alla quarta raccolta — Bho Leabhar-Latha Maria Malibran (Dal Diario di Maria Malibran Acair, Stornoway, 2009) con versioni inglesi di diversi traduttori a fronte — Whyte dà voce alla celebre cantante d'opera (Maria Malibran, 1808-36). La donna ci viene descritta quando, ritiratasi in campagna vicino a Parigi, riflette sulla vita, sulla carriera, e sul rapporto problematico con il padre, anche lui un celebre cantante. In un epilogo combattivo, Whyte sottolinea quanto sia importante non limitare la poesia in lingua gaelica a temi e questioni direttamente attinenti alle comunità dove la lingua si parla tuttora o alla la loro storia.
La sua quinta raccolta, An Daolag Shìonach (Lo scarabeo cinese Clò Gille Moire, Glasgow), è uscita in gaelico nel 2013, e contiene poesie dagli anni tra il 1987 e il 1999, cui si aggiunge una ricca messe di poesie più recenti, scritte tra il 2004 e il 2007.
A partire dal 2006, Whyte ha pubblicato una serie di poesie lunghe — molto apprezzate dalla critica — nell'antologia annuale New Writing Scotland (Glasgow, Association for Scottish Literary Studies), con traduzioni in inglese di Niall O'Gallagher. Sullo Scotsman Tom Adair ha parlato di 'Ceum air cheum' ('Passo dopo passo'), affermando che 'questa poesia già di per sé raddoppia il valore del prezzo di copertina'[vi], mentre sulla Scottish Review of Books Colin Waters ha definito la disamina di un rapporto difficile con il poeta più celebre della generazione precedente Somhairle MacGill-Eain (Sorley MacLean (1911–1999) contenuta in 'Gnùis nach dealbhaichear air bearradh à Chuilithinn' ('Un viso che non sarà incisa sulla cresta dei Cuillin') un 'contributo indimenticabile'. E aggiungendo che, in questo caso, 'potenti emozion si abbinano ad una innegabile maestria nel communicarle'[vii].
Queste poesie, insieme ad altre degli anni precedenti, sono raccolte nel sesto libro di Whyte, Ceum air cheum (Passo dopo passo, Stornoway, Acair 2019) con traduzioni in inglese di Niall O'Gallagher e dell'autore. Una poesia compare anche in lingua scozzese: 'Aig uaigh nach eil ann' ('Ad una tomba che non esiste').
Nel marzo 1990 esce su Nuovo argomenti, 33, la versione italiana fatta da Daniele Benati di 'Rex Tenebrarum'. Ampie scelte della produzione poetica di Whyte vengono pubblicate poi, insieme al testo originale in gaelico, in Incroci di poesia contemporanea (2010–2015) (Venezia, Amos edizioni 2015), nella rivista Poesia nel marzo 2016, e in Argo – Confini. Poesia del nostro tempo (Ancona, Istos edizioni 2018).

### Narrativa in inglese
Il primo romanzo di Whyte, Euphemia MacFarrigle and the Laughing Virgin (Euphemia MacFarrigle e la vergine che ride Londra, Gollancz 1995) è una satira, ambientata a Glasgow, sui pregiudizi di fede e contro i gay, sulla discriminazione settaria, sull'establishment religioso e sull'auto-repressione degli omosessuali. Una combriccola di donne cattoliche accumula riserve di preservativi mentre l'arcivescovo cattolico viene afflitto da un virus delle scorregge. Intanto, in un convento suburbano si fa di tutto per tenere segreto che non meno di tre suore ancora vergini si preparano a partorire. In una recensione sul Mail on Sunday, Fay Weldon ha definito il libro 'accattivante ed estremamente divertente...'. E ha aggiunto di considerare Whyte 'uno scrittore di rango, seriamente comico'. Mentre sullo Scotsman Gavin Wallace ha affermato che 'Whyte è in grado di scrivere come un angelo, ma con la penna intinta nell'inchiostro del diavolo'[viii].
Il romanzo successivo, The Warlock of Strathearn (Il mago di Strathearni Londra, Gollancz 1997), appare come la biografia di un mago scozzese del Seicento — una strega al maschile — raccontata in maniera del tutto spontanea e naturale dallo stesso protagonista. Inizia con un prologo incentrato su uno specialista di toponimi simpaticamente pedante e si conclude con un epilogo del suo nipote gay. Il mago, di cui non veniamo mai a sapere il vero nome, è capace di trasformarsi in una serie di animali diversi, e cambia anche sesso quando il suo amore per una strega di nome Lisbet lo richiede. The Warlock of Strathearn è il primo romanzo scozzese in cui è la comunità dei fedeli ad impiccare un pastore protestante dietro ordine di un eretico, anziché l'incontrario.
Il terzo romanzo di Whyte si intitola The Gay Decameron (Il Decamerone gay Londra, Victor Gollancz 1998). In un appartamento della New Town di Edimburgo, dieci uomini gay si riuniscono a cena. A poco a poco, il lettore viene a sapere la storia di ognuno di loro, e la trama complessa di amore e desideri che li unisce. Un invitato si perde nella lettura di un racconto sul tipo delle Mille e una notte, che viene intercalato da storie di oggi. Whyte offre un panorama intimo e accurato della vita dei gay (ma non soltanto in un contesto scozzese), descrivendo le gioie e le speranze degli invitati, le loro vittorie e le loro tragedie, gli effetti dell'epidemia dell'AIDS, i rapporti famigliari e quelli sul luogo di lavoro.
The Cloud Machinery (Londra, Victor Gollancz 2000) (tradotto in italiano come La macchina della nuvole, Milano, Corbaccio editore, 2002), il quarto romanzo di Whyte, è ambientato a Venezia nel primo Settecento. Dopo essere caduto in disuso per più d'un secolo, il teatro di Sant'Igino torna ad ospitare una stagione di lirica e di commedie. Gli uomini e le donne responsabili degli spettacoli devono comunque fare i conti con qualcosa di misterioso che è successo durante la notte in cui il teatro fu chiuso. Come nel secondo romanzo di Whyte, la narrativa è infarcita di avvenimenti magici, con un effetto però infinitamente più leggero.

### Traduzioni poetiche
Nel 1994, insieme a Marco Fazzini, Whyte ha tradotto un'antologia di 14 poeti italiani contemporanei per Lines Review[ix]. Nel 1998 ha trasposto dal catalano, per la rivista Chapman, 'Window on Catalonià ('Finestra sulla Catalogna'), una scelta di saggi e racconti di Quim Monzó e Sergi Pamiès, con l'aggiunta di poesie di Gabriel Ferrater, Maria-Mercè Marçal e Narcís Comadira[x]. Ha inoltre contribuito a due volumi bilingui curati dalla Scottish Poetry Library: At the End of the Broken Bridge (dall'ungherese, 2005) e Light Off Water (dal catalano, 2007)[xi]. Take down his particulars. Poems 1984-2010 (Budapest, Corvina 2012) riunisce 50 liriche del poeta ungherese Ádám Nádasdy, a sua volta traduttore di Shakespeare e di Dante.
Dal 2014 Whyte si è affermato, con ben quattro libri, come traduttore dalla lingua originale della poetessa russa Marina Cvetaeva (1892–1941): Moscow in the Plague Year (Mosca nell'anno della peste New York, Archipelago Press 2014), Milestones (Pietre miliari Bristol, Shearsman 2015), After Russia: the First Notebook (Dopo la Russia: il primo quaderno Bristol, Shearsman 2017) e After Russia: the Second Notebook (Dopo la Russia: il secondo quaderno Bristol, Shearsman 2018). Diciassette poesie che la Cvetaeva ha dedicato alla sua relazione con la poetessa lesbica Sofia Parnok sono comparse sull'Edinburgh Review, 134, nel 2012. Whyte ha inoltre contribuito al dibattito intorno alla traduzione di opere della Cvetaeva con tre saggi comparsi sulla rivista Translation and Literature (2012, 2014, 2017). A questo proposito, il professor G.S. Smith ha scritto su Modern Poetry in Translation (2015) che 'i lettori che non sanno il russo dovrebbe essere grati a Whyte per i suoi sforzi e la sua intraprendenza nel comunicare l'essenza delle liriche più pregne della Cvetaeva'[xii].
Dall'inizio del XXI secolo, Whyte si è espresso sempre più nettamente contro le pressioni esercitate da editori e curatori affinché fornisse obbligatoriamente versioni inglesi delle proprie poesie, spiegando la sua posizione in 'Against Self-Translation' ('Contro l'autotraduzione'), un discorso fatto a Reykjavik nel dicembre 2001 e riprodotto su Translation and Literature nel 2002. Questo è da considerarsi il suo maggiore contributo al dibattito più vivace sulla letteratura gaelica degli ultimi anni. Tra i traduttori di Whyte, Niall O'Gallagher si è andato in seguito affermando come il più rilevante.

### Altri scritti
Grazie alla sua prontezza nel proporre letture da un punto di vista gay, Whyte gioca un ruolo fondamentale nello studio della letteratura scozzese, specie nell'applicare le teorie queer e di genere. Nel 1995 ha curato una raccolta di saggi intitolata Gendering the Nation (Attribuire un genere alla nazione) (Edinburgh, Edinburgh University Press) con una copertina provocatoria dove il travestito Lypsinka si esibisce in costume nazionale mentre suona la cornamusa. Tra i suoi scritti più discussi, 'Fishy Masculinities', sull'ideologia di genere nella narrativa di Neil Gunn, e 'Queer Readings, Gay Texts' su Redgauntlet di Walter Scott e The Prime of Miss Jean Brodie di Muriel Spark hanno suscitato un'opposizione acerimma sulle pagine dello Scottish Literary Journal[xiii].
Nel 1990 Whyte ha pubblicato l'intervista coming out di Edwin Morgan (1920–2010) per festeggiare il settantesimo compleanno di colui che, nel 2004, sarebbe diventato il primo Makar o poeta nazionale della Scozia, rompendo un silenzio da parte della critica che era durato ben 30 anni[xiv].
Un saggio fondamentale sul poema modernista A Drunk Man Looks at the Thistle (1926) di Hugh MacDiarmid (1892–1978) applica al testo dei parametri derivati dalla lettura di Balzac fatta da Roland Barthes in S/Z[xv]. In due saggi dal titolo 'Bakhtin at Christ's Kirk' pubblicati su Studies in Scottish Literature Whyte analizza una serie di poemi scritti tra Quattrocento e Settecento in lingua scozzese che trattano delle feste popolari, ispirandosi all'ideologia del carnevale elaborata dal teoretico russo Michail Bachtin[xvi].
Whyte ha giocato un ruolo fondamentale nella pubblicazione dei manoscritti di Sorley MacLean (Somhairle MacGill-Eain 1911-1996), il maggiore scrittore in gaelico scozzese del Novecento. La sua edizione commentata della sequenza amorosa Dàin do Eimhir (Poesie per Eimhir), pubblicata solo con omissioni quando il poeta era ancora in vita, è stata premiata dalla National Library of Scotland nel 2002. Un'edizione commentata di An Cuilithionn 1939 and Unpublished Poems (Il Cuilinn 1939 e poesie inedite) è stata presentata durante il convegno per festeggiare il centenario della nascita del poeta al Gaelic College, Sabhal Mòr Ostaig, Skye nel giugno 2011.